# Дамиш, Юбер
Юбе́р Дами́ш (фр. Hubert Damisch, 28 апреля 1928 — 14 декабря 2017) — французский искусствовед, критик и философ, историк живописи, фотографии, архитектуры.

## Биография
В юности увлекался джазом. Учился в Сорбонне у Мориса Мерло-Понти и Пьера Франкастеля. В 1967 году организовал Кружок истории и теории искусства, позднее переросший в Центр при Высшей школе социальных наук (EHESS, Париж). Профессор EHESS (1975—1996).

## Исследовательские интересы
Предмет интересов Ю. Дамиша — визуальный образ в старом (Пьеро делла Франческа, Делакруа) и современном искусстве (Ж. Дюбюффе, Дж. Поллок, В. Адами, Т. Мазелли), включая театр, кино и фотографию. В его исследовании он применяет подходы семиотики, герменевтики, иконологии. Испытал влияние Луи Марена.

## Известность и влияние
Юбер Дамиш — один из наиболее влиятельных современных искусствоведов. Труды переведены на английский, немецкий, польский, хорватский, японский и другие языки. Его статьи, фрагменты книг входят в наиболее авторитетные антологии философско-теоретических исследований искусства.

## Труды
- 1966 : Hubert Damisch, lettre à Matta. Matta, lettre à Hubert Damisch/ Alexandres Iolas (éd.), New York, Genève, Milan, Paris.
- 1972 : Théorie de la peinture. Pour une histoire de la peinture, Paris, Seuil.
- 1972 : Théorie du nuage.
- 1974 : Huit theses pour (ou contre) une semiologie de la peinture//
- 1976 : Ruptures/Cultures.
- 1984 : Fenêtre jaune cadmium.
- 1987 : L’origine de la perspective.
- 1993 : L’Art est-il nécessaire ?.
- 1993 : Américanisme et modernité. L’idéal américain dans l’architecture (co-directeur avec Jean-Louis Cohen), Paris, EHESS-Flammarion.
- 1997 : Skyline. La ville narcisse, Paris, Seuil.
- 1997: Un souvenir d’enfance par Piero della Francesca.
- 1999 : Hubert Damisch et Jacqueline Salmon, Villa Noailles, Marval.
- 2001 : La Dénivelée. À l'épreuve de la photographie, Paris, Seuil.
- 2004 : Voyage à Laversine, Paris, Seuil.
- 2007 : La peinture en écharpe: Delacroix, la photographie, Paris, Klincksieck
- 2008: Ciné fil, Paris, Seuil
- 2012: Le messager des îles, Paris, Seuil

### Публикации на русском языке
- Теория /облака/: Набросок истории живописи. СПб: Наука, 2003.